# Nikólaos Vérgos
Nikólaos « Níkos » Vérgos (grec moderne : Νικόλαος «Νίκος» Βέργος), né le 13 janvier 1996 à Kilkís, est un footballeur grec qui évolue au poste d'attaquant au Panathinaïkós.

## Statistiques

### En club
| Saison                | Club                  | Championnat           | Championnat | Championnat | Coupe(s) nationale(s) | Coupe(s) nationale(s) | Compétition(s) continentale(s) | Compétition(s) continentale(s) | Compétition(s) continentale(s) | Total | Total |
| Saison                | Club                  | Division              | M.          | B.          | M.                    | B.                    | Comp.                          | M.                             | B.                             | M.    | B.    |
| 2013-2014             | Olympiakos            | Superleague Elláda    | 3           | 1           | 1                     | 0                     | C1                             | 1                              | 0                              | 5     | 1     |
| 2014-2015             | Olympiakos            | Superleague Elláda    | -           | -           | -                     | -                     | C1                             | -                              | -                              | 0     | 0     |
| Sous-total            | Sous-total            | Sous-total            | 3           | 1           | 1                     | 0                     | -                              | 1                              | 0                              | 5     | 1     |
| Total sur la carrière | Total sur la carrière | Total sur la carrière | 3           | 1           | 1                     | 0                     | -                              | 1                              | 0                              | 5     | 1     |

## Palmarès

### En club
- Olympiakos
  - Champion de Grèce en 2014